# اتحاد تركمانستان لكرة القدم
تأسس الاتحاد التركمانستاني لكرة القدم في عام 1992م وانضم إلى الاتحاد الدولي لكرة القدم في 1994م ثم انضم إلى الاتحاد الآسيوي لكرة القدم في 1994م.

## روابط خارجية
- Turkmenistan الموقع الرسمي
- Turkmenistan الاتحاد الآسيوي